# Donggon Rommel
Donggon Rommel – filipiński zapaśnik w stylu wolnym. 
Siódmy w igrzyskach azjatyckich w 1998. Brązowy medalista igrzysk Azji Południowo-Wschodniej w 1997 i czwarty w Pucharze Azji w 1998 roku.